# L'affittacamere (film 1976)
L'affittacamere è un film del 1976 diretto da Mariano Laurenti.

## Trama
Angela e Giorgia Mainardi sono sorelle: la prima è grassa e con problemi di sonnambulismo, mentre la seconda è magra e bellissima. Un giorno, le sorelle ricevono in eredità dalla loro zia, una contessa piena di debiti, un casale nella campagna bolognese e decidono di trasformarlo in pensione. Col passare del tempo, molti uomini vengono invitati alla pensione da Giorgia, credendo che, andando a dormire lì e pagando 50 000 lire a notte, verranno "ripagati" molto bene dalla stessa ragazza. Dopo qualche tempo, sulla pensione cominciano a girare cattive voci. Preoccupato, il fidanzato di Angela, Lillino, decide d'andare a passarvi una notte per controllare.
Le voci giungono anche al giudice Damiani, strenuo difensore della pubblica moralità, che decide d'andare a visitare quella pensione, proprio la stessa sera in cui sua moglie e il suo amante, Anselmo Bresci, si sono dati appuntamento nello stesso luogo. Quella sera anche il prof. Settebeni arriva alla pensione, ma sua moglie Adele viene informata che il marito sta andando in quella pensione malfamata e così decide d'andare a scovarlo. Il giudice, dopo avere perlustrato tutto l'albergo, trova tutte le persone nascoste in una sola stanza, compresa sua moglie con l'amante.
La moglie del prof. Settebeni non riesce invece a trovare il marito, e tutti riescono a vestirsi in tempo e a simulare la vendita della pensione che il prof. Settebeni dovrà trasformare in clinica. La vendita non è più una simulazione, dato che Settebeni compra davvero l'immobile e dà a Giorgia 50 milioni di lire. Dopo questo incidente, Angela e Lillino si sposano e si trasferiscono in un grosso casale in Puglia, insieme con Giorgia. Da qui rinasce l'idea di trasformare anche questo casale in una pensione, con Giorgia che userà ancora lo stesso espediente per attirare clienti.

## Produzione
Il film ambientato a Bologna fu effettivamente girato in quella città, ma il casale, trasformato in pensione è il Castello Chigi, spesso utilizzato nel cinema italiano, a Castel Fusano vicino a Roma. Mentre la villa pugliese che le sorelle Mainardi ereditano alla fine del film, è Villa Minelli a Sala Bolognese effettivamente vicino a Bologna e già vista nel film di Pupi Avati La mazurka del barone, della santa e del fico fiorone del 1974.
Pia Attanasio, attrice per diletto qui doppiata da Franca Dominici che interpreta la zia delle due ragazze, era in realtà la madre di Carla del Poggio e suocera di Alberto Lattuada.